# Uvejrsøen Key Largo
Uvejrsøen Key Largo (Key Largo) er en amerikansk film fra 1948, instrueret af John Huston og baseret på Maxwell Andersons skuespil fra 1939.
Frank McCloud (spillet af Humphrey Bogart) besøger et nedslidt Florida Keys Hotel, som ejes af en handicappet mand og hans svigerdatter, der er enke efter Franks gode krigskammerat. Hotellet styres nu af den sadistiske gangster Johnny Rocco (spillet af Edward G. Robinson).
Frank beslutter sig for at gøre oprør mod den brutale Rocco, som svarer igen ved at holde alle gæsterne fanget, mens en orkan nærmer sig den lille ø.
Blandt de øvrige medvirkende kan nævnes Lauren Bacall, Lionel Barrymore og Claire Trevor. Sidstnævnte fik en Oscar for bedste kvindelige birolle.

## Eksterne Henvisninger
- Uvejrsøen Key Largo på Internet Movie Database (engelsk)
- Uvejrsøen Key Largo på Filmdatabasen
- Uvejrsøen Key Largo i Svensk Filmdatabas (svensk)
- Uvejrsøen Key Largo på AlloCiné (fransk)
- Uvejrsøen Key Largo på MovieMeter (nederlandsk)
- Uvejrsøen Key Largo på AllMovie (engelsk)
- Uvejrsøen Key Largo hos American Film Institute (engelsk)
- Uvejrsøen Key Largos profil hos Encyclopædia Britannica Online (engelsk)
- Uvejrsøen Key Largo på Turner Classic Movies (engelsk)
- Uvejrsøen Key Largo på The Movie Database (engelsk)